# Dialectométrie
La dialectométrie est une méthode d’analyse quantitative de données géolinguistiques permettant de mesurer les différences entre des variétés dialectales en sélectionnant certains critères. Le terme fut forgé en 1973 par le romaniste Jean Séguy, dans le cadre de travaux autour de l’Atlas linguistique de la Gascogne qu’il dirigeait,,.